# Robert Titan Felix
Robert Titan Felix, slovenski pisatelj, pesnik, prevajalec in urednik, * 1972, Slovenija.

## Življenje in delo
Je nekdanji urednik za literaturo pri reviji Dialogi, aktualni urednik pri reviji Provinca in vodja založbe Volosov hram. Je tudi mentor literarne delavnice pri soboškem MIKK. Njegova romana Sanja in samostan in Pontifikat sta se uvrstila med deseterico nominirancev, roman Sekstant (v soavtorstvu s Štefanom Kardošem in Normo Bele) pa med peterico finalistov nagrade kresnik.

### Prozna dela
- Sekstant. Murska Sobota: Franc-Franc, Maribor: Litera, 2002.
- Kri na dlaneh. Maribor: Litera, 2004.
- Sanja in samostan. Maribor: Litera, 2005.
- Pontifikat: prilika o sestopu. Maribor: Litera, 2008.
- Grimolda. Murska Sobota: Zveza kulturnih društev, 2008.
- Volosova čreda. Murska Sobota: Franc-Franc, 2014.
- Graščina: gotska povest. Pekel: Zavod Volosov hram, 2017.
- Prvi prihod. Maribor: Kulturni center, 2017.
- Povedati moraš ime: gotska povest. Zavod Volosov hram, 2019.

### Pesniške zbirke
- Pesem o dotiku: pesniški listi. Murska Sobota: Septima, 1993.
- Magnifikat. Murska Sobota: Pomurska založba, 1994.
- Benedictus: psalmi. Murska Sobota: Pomurska založba, 1997.
- Knjiga o razbitem času. Grosuplje: Mondena, 2001.
- Pekel spomladi. Murska Sobota: ZKD, 2003.
- Zapiski z otoka. Maribor: Društvo MAUS, 2015.